# Kihangi Mahuka
Kihangi Mahuka (auch Kihangimahuka) ist ein Verwaltungsbezirk (Ward) des Distrikts Mbinga in der tansanischen Region Ruvuma.

## Geografie
Kihangi Mahuka liegt im Südwesten von Tansania etwa 80 Kilometer Luftlinie westlich der Regionshauptstadt Songea. Der Bezirk grenzt im Norden an Lukarasi, im Nordosten an Kigonsera, im Südosten an Utiri, im Südwesten an Linda und im Westen an Kitumbalomo. Bei der Volkszählung 2022 lebten 7695 Menschen in 1731 Haushalten auf einer Fläche von 66 Quadratkilometern.

## Gliederung
Der Bezirk besteht aus drei Gemeinden (Mtaa) mit 20 Orten (Kitongoji):
| Kihangi Mahuka - Kihangi Mahuka Kati - Makuyuni Chini - Makuyuni Juu - Mwembechai - Manda - Namambanga - Mahumbato - Kisawasawa - Mbugani | Lipumba - Lipumba Kati - Mbwagasi - Kager A - Laini - Kisiwani | Lihutu - Lihutu Kati - Nindai - Duniani - Mkuguti - Mkoha - Muhingiliko |

## Infrastruktur
- Bildung: Im Bezirk liegt eine weiterführende Schule.[8] Die Kihangi Mahuka Secondary School ist eine staatliche Tagesschule mit einer Ausbildung bis zur 4. Stufe.[9]
- Gesundheit: In den Gemeinden Kihangi Mahuka[10] und Lipumba[11] liegt je eine staatliche Apotheke.